# Saint-Martin-de-Connée

Saint-Martin-de-Connée este o comună în departamentul Mayenne, Franța. În 2009 avea o populație de 408 de locuitori.